# Fazenda Lageado (Bragança Paulista)
A Fazenda Lageado, localizada em Bragança Paulista, São Paulo, foi construída em 1780, no fim do ciclo do ouro. Antes mesmo que o café dominasse a economia do país, a casa bandeirista era mais simples do que as vultuosas mansões dos barões do café, mas não por isso menos importante. Pelas suas estradas passavam os bandeirantes e peregrinos, em direção às Minas Gerais, aonde iam em busca das abundantes riquezas minerais, como ouro e pedras preciosas,  que deram o nome ao estado e, juntamente com os jesuítas, tinham como missão colonizar as terras mineiras assim  como regiões ainda não exploradas do norte do estado de São Paulo, assim como as mineiras. A catequese dos indígenas era uma outra atribuição destes viajantes.

## Arquitetura
A  arquitetura colonial rural paulista, construída com a técnica de taipa de pilão, possui uma planta tipicamente simples, em forma quadrada ou retangular. Uma porta central, com varanda, ladeada por dois cômodos frontais — o quarto de hóspedes e a capela — abre-se para um salão principal, pelo qual tem-se acesso a outros cômodos, ou alcovas.
Ao longo de todos estes anos, a sede da Fazenda Lageado nunca perdeu as características arquitetônicas presentes nas construções da época. As laterais e os fundos eram ocupados pela família, sendo que, internamente, as alcovas sem janelas protegiam as moças solteiras da vista dos visitantes. Foram incorporadas à arquitetura original a cozinha, os banheiros, as lareiras e uma grande varanda, bem mais recentes, e imprescindíveis para o convívio com o mundo moderno. A antiga tulha foi totalmente restaurada e transformada num espaço multiuso, com uma grande lareira. A mata atlântica , no entorno da floresta, foi totalmente recomposta com o plantio de mais de 10.000 árvores, implantados corredores ecológicos, para melhor circulação da fauna,  vegetação para evitar o assoreamento dos lagos, que hoje são totalmente limpos, por conta de todas estas reformas. 

## Links
- Página oficial